# Айтамі Артілес
Айтамі Артілес Оліва (ісп. Aythami Artiles Oliva, нар. 2 квітня 1986, Аргуїнегун) — іспанський футболіст, який грав на позиції захисника. Відомий за виступами в низці іспанських клубів, зокрема «Херес», «Депортіво», «Хімнастік» та «Лас-Пальмас».

## Ігрова кар'єра
Айтамі Артілес народився на Канарських островах. Розпочав грати у футбол у юнацькій команді клубу «Лас-Пальмас», а в 2004 році дебютував у головній команді клубу. У складі канарського клубу грав до 2007 року, взявши участь у 92 матчах чемпіонату.
У 2007 році Айтамі Артілес став гравцем клубу «Депортіво». Проте в першому сезоні він зіграв лише 1 матч у складі команди, й у 2008 році футболіста віддали в оренду до клубу «Херес», у якому він грав до 2010 року, і в клубі з міста Херес-де-ла-Фронтера став основним гравцем захисту команди. 2010 року Айтамі повернувся до клубу «Депортіво». Цього разу він став одним із гравців основного складу команди, та грав у складі «Депортіво» до 2013 року.
З 2013 року Артілес знову став гравцем клубу «Лас-Пальмас», цього разу грав у складі канарського клубу 5 сезонів, та утримував увесь цей час за собою статус гравця «основи» команди.
У сезоні 2018—2019 року Айтамі грав у складі клубу «Кордова», а в 2019 році повернувся до складу клубу «Лас-Пальмас», в якому грав до 2021 року.
У 2021 році Айтамі Артілес став гравцем клубу «Хімнастік» приєднався 2021 року. У складі клубу з Таррагони грав до середини 2022 року, і після проведених за клуб 25 матчів в національному чемпіонаті завершив виступи на футбольних полях.